# حداکثر خطر (فیلم ۱۹۹۵)
حداکثر خطر (انگلیسی: High Risk) یک فیلم کمدی اکشن هنگ‌کنگی به نویسندگی، تهیه‌کنندگی و کارگردانی وانگ جینگ محصول سال ۱۹۹۵ با بازی جت لی است.
این فیلم تقلیدی از تاثیرگذارترین فیلم‌های اکشن هالیوود مانند جان‌سخت (۱۹۸۸) و سرعت (۱۹۹۴) است.